# Jonathan Toews
Jonathan Toews (* 29. April 1988 in Winnipeg, Manitoba) ist ein kanadischer Eishockeyspieler. Der Center läuft ab der Saison 2025/26 für die Winnipeg Jets in der National Hockey League (NHL) auf. Zuvor spielte er von 2007 bis 2023 bei den Chicago Blackhawks, die ihn im NHL Entry Draft 2006 an dritter Position ausgewählt hatten. Mit dem Team, das er seit der Saison 2008/09 auch als Mannschaftskapitän anführte, gewann er in den Jahren 2010, 2013 und 2015 den Stanley Cup und wurde dabei 2010 mit der Conn Smythe Trophy als wertvollster Spieler der Playoffs ausgezeichnet. Zudem ehrte man ihn 2013 mit der Frank J. Selke Trophy als besten defensiven Stürmer und 2015 mit dem Mark Messier Leadership Award für seine Führungsqualitäten. Mit der kanadischen  Nationalmannschaft errang Toews jeweils die Goldmedaille bei der Weltmeisterschaft 2007 sowie bei den Olympischen Winterspielen 2010 und 2014, sodass er dem Triple Gold Club angehört.

## Karriere

### Jugend
Toews spielte zunächst von 2004 bis 2005 für die Eishockeymannschaft der Shattuck St. Mary’s im High-School-Ligensystem der Vereinigten Staaten. Seine College-Ausbildung begann er zur Saison 2005/06 an der University of North Dakota und schloss sich dem Eishockey-Team der Universität, den Fighting Sioux an. Nach einer guten Rookie-Saison wurde er im NHL Entry Draft 2006 in der ersten Runde an dritter Position von den Chicago Blackhawks ausgewählt. Im darauffolgenden Jahr spielte Toews wieder für die University of North Dakota und erzielte in 34 Spielen 46 Punkte.

### NHL
Im Mai 2007 unterschrieb Jonathan Toews einen Einstiegsvertrag über drei Jahre bei den Chicago Blackhawks. Bei seinem Debüt für die Blackhawks in der National Hockey League gelang ihm unmittelbar mit dem ersten Schuss in der Partie gegen die San Jose Sharks sein erstes Tor in der höchsten Spielklasse Nordamerikas. Obwohl der Angreifer aufgrund einer im Januar 2008 erlittenen Knieverletzung insgesamt 18 Saisonspiele verpasste, beendete er die Saison 2007/08 mit 54 Scorerpunkten und war damit der viertbeste Rookie der Liga. Im Sommer 2008 ernannten ihn die Blackhawks zum Mannschaftskapitän, womit er nach Sidney Crosby und Vincent Lecavalier zum jüngsten Kapitän der NHL-Geschichte ernannt wurde.

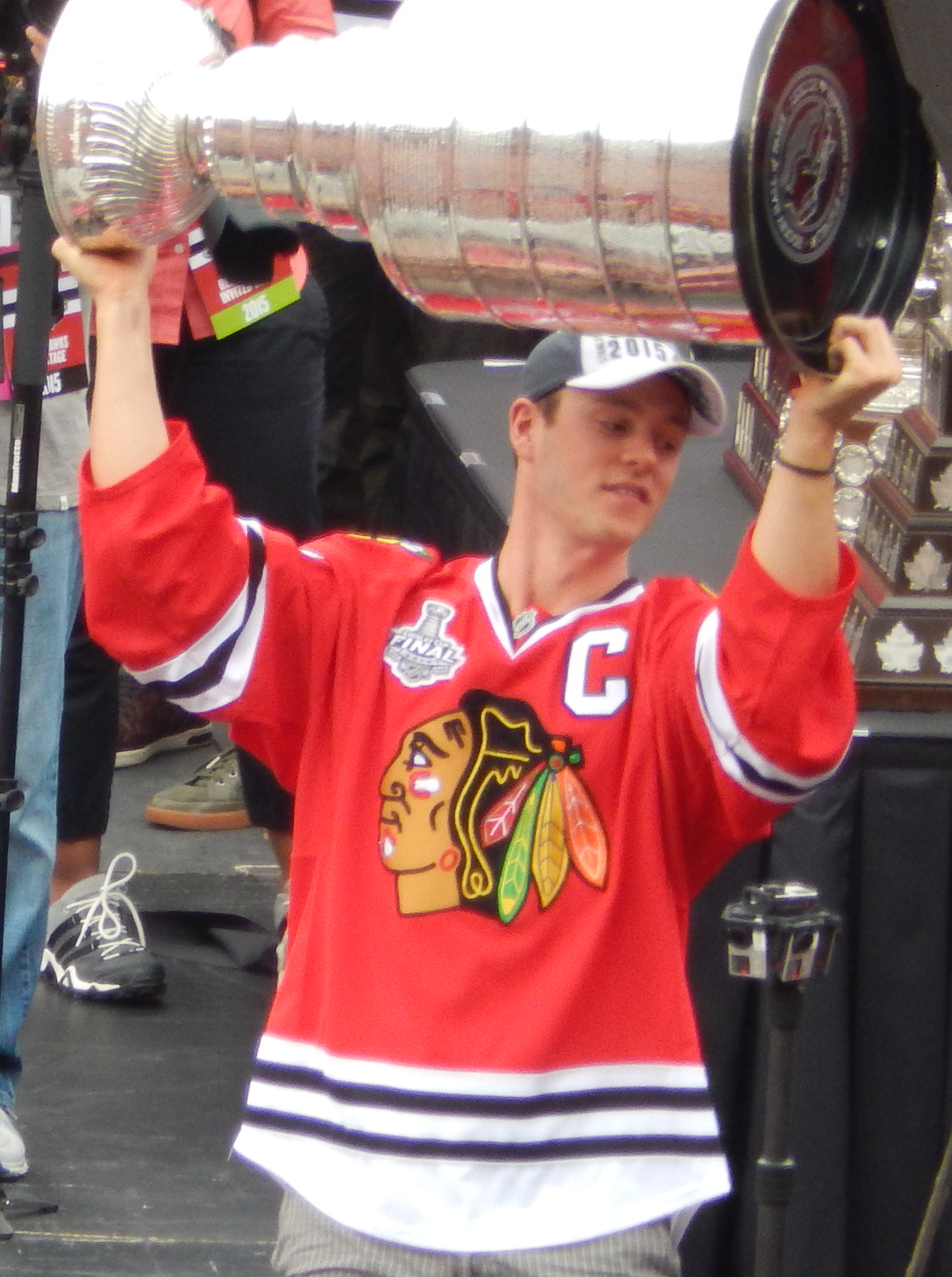
Toews mit dem Stanley Cup (2015)

In der anschließenden Saison 2008/09 konnte der Kanadier seine Offensivleistungen aus dem Vorjahr weiter steigern und nahm am All-Star Game teil. Im Februar 2009 erzielte er bei der 4:5-Niederlage gegen die Pittsburgh Penguins den ersten Hattrick seiner Profikarriere. Mit 69 Scorerpunkten war Toews maßgeblich für den erstmaligen Playoff-Einzug seiner Mannschaft seit 2002 beteiligt, wo man jedoch im Western Conference Finale den Detroit Red Wings unterlag. Im Dezember 2009 verlängerte Toews seinen Vertrag bei den Blackhawks um fünf weitere Jahre. In den Playoffs führte er seine Mannschaft mit 29 Scorerpunkten aus 22 Partien zum Stanley-Cup-Sieg und wurde anschließend mit der Conn Smythe Trophy als wertvollster Spieler ausgezeichnet. Mit dem Titelgewinn wurde Toews zum jüngsten Mitglied des Triple Gold Club, nachdem er zuvor bereits mit der kanadischen Nationalmannschaft sowohl bei der Weltmeisterschaft als auch bei den Olympischen Winterspielen die Goldmedaille gewann. Im Sommer 2010 gab EA Sports bekannt, dass der Angreifer auf dem Cover von NHL 11 erscheinen wird.
In dem folgenden Jahr spielte Toews mit 76 Scorerpunkte die punktbeste Spielzeit seiner bisherigen NHL-Karriere, schied mit den Blackhawks jedoch bereits in der ersten Runde der Playoffs gegen die Vancouver Canucks aus. Die Saison 2011/12 war für den Kanadier geprägt von Verletzungen, sodass er lediglich 59 Partien bestritt und dabei 57 Scorerpunkte erzielte. In der verkürzten Lockout-Spielzeit 2012/13 konnte er mit guten Offensivleistungen überzeugen und verzeichnete 23 Treffer sowie 25 Torvorlagen aus 47 Saisonspielen. Anschließend half der Angreifer mit 14 Scorerpunkten in 23 Playoff-Partien beim zweiten Stanley-Cup-Sieg der Blackhawks innerhalb von drei Jahren und erhielt anschließend die Frank J. Selke Trophy als defensivstärkster Stürmer der Liga. Im Juli 2014 verlängerte er seinen Kontrakt bei den Blackhawks um acht Jahre bei einem kolportierten Jahresgehalt von 10,5 Millionen US-Dollar. In der Saison 2014/15 überzeugte Toews abermals mit starken Leistungen und markierte bei seinem dritten Stanley-Cup-Erfolg insgesamt 21 Scorerpunkte aus 23 Playoff-Partien. Im Anschluss gewann er den Mark Messier Leadership Award für herausragende Führungsqualitäten und wurde abermals auf dem Cover des NHL-Videospiels von EA Sports abgebildet.
In der Spielzeit 2018/19 verzeichnete Toews mit 81 Punkten aus 82 Partien seine bisher beste Offensivstatistik. Die Saison 2020/21 verpasste er derweil aufgrund einer nicht näher bekanntgegebenen Verletzung bzw. Erkrankung, bevor er im März 2022 sein insgesamt 1000. Spiel der regulären Saison für die Blackhawks absolvierte. Im Verlauf der Spielzeit 2022/23 zog sich Toews aufgrund der Nachwirkungen einer COVID-19-Infektion (Long COVID) und anhaltender Probleme durch das Systemisch inflammatorische Response-Syndrom, aufgrund dessen er in der Saison 2020/21 ausgefallen war, im Februar 2023 zunächst aus dem Spielbetrieb zurück. Im April 2023 gab General Manager Kyle Davidson bekannt, dass sein auslaufender Vertrag im Sommer 2023 nicht verlängert wird, sodass Toews seit Juli 2023 den Status eines Free Agents hatte. Seine Zeit in Chicago endete somit nach 16 Jahren, 1067 Partien und 883 Scorerpunkten, wobei er das Team nach 15 Jahren mit dem „C“ auf der Brust auch als der am längsten amtierende Kapitän der Franchise-Geschichte verließ. Wenig später gab er bekannt, dass er in der folgenden Saison 2023/24 nicht spielen wird, seine Karriere jedoch vorerst nicht offiziell beendet ist.
Im weiteren Verlauf pausierte Toews zwei volle Jahre, um sich nach eigenen Angaben auf seine Gesundheit zu fokussieren. Im Juni 2025 gab er dann bekannt, in der anstehenden Saison 2025/26 für die Winnipeg Jets aufzulaufen und somit in seine Heimatstadt zurückzukehren.

### International
Im Jahr 2005 war Toews Mannschaftskapitän von Kanadas Team Western bei der World U-17 Hockey Challenge in Lethbridge in der kanadischen Provinz Alberta. Dort gewann er die Goldmedaille und wurde zum wertvollsten Spieler des Turniers gewählt. Ein Jahr später spielte er als 17-Jähriger für Kanada bei der U20-Junioren-Eishockeyweltmeisterschaft. Bei der Junioren-Eishockeyweltmeisterschaft 2007 führte er die teaminterne Scorer-Wertung der kanadischen Mannschaft an und gewann Kanadas dritte Goldmedaille in den letzten drei Turnieren. Toews wurde zudem ins All-Star Team des Turniers berufen.
Überraschenderweise wurde der Kanadier am 25. April 2007 in den A-Kader der kanadischen Nationalmannschaft für die Weltmeisterschaft 2007 in Moskau berufen und gewann auch mit ihnen den Weltmeistertitel. Er trug zwei Tore und fünf Torvorlagen zum Erfolg bei. 2010 und 2014 wurde er mit der kanadischen Nationalmannschaft Olympiasieger.
Außerdem vertrat er sein Heimatland beim World Cup of Hockey 2016 und gewann mit dem Team auch dort die Goldmedaille.

## Erfolge und Auszeichnungen
| - 2007 WCHA Second All-Star Team - 2007 NCAA West First All-American Team - 2008 NHL All-Rookie Team - 2009 Teilnahme am NHL All-Star Game - 2010 Stanley-Cup-Gewinn mit den Chicago Blackhawks - 2010 Conn Smythe Trophy - 2011 Teilnahme am NHL All-Star Game - 2011 NHL-Spieler des Monats Februar - 2012 Teilnahme am NHL All-Star Game (verletzungsbedingte Absage) | - 2013 Frank J. Selke Trophy - 2013 Stanley-Cup-Gewinn mit den Chicago Blackhawks - 2013 NHL Second All-Star Team - 2015 Teilnahme am NHL All-Star Game - 2015 Stanley-Cup-Gewinn mit den Chicago Blackhawks - 2015 Mark Messier Leadership Award - 2016 Teilnahme am NHL All-Star Game (verletzungsbedingte Absage) - 2017 Teilnahme am NHL All-Star Game - 2017 NHL-Spieler des Monats Februar |

### International
| - 2005 Goldmedaille bei der World U-17 Hockey Challenge - 2006 Goldmedaille bei der U20-Junioren-Weltmeisterschaft - 2007 Goldmedaille bei der U20-Junioren-Weltmeisterschaft - 2007 All-Star-Team der U20-Junioren-Weltmeisterschaft - 2007 Goldmedaille bei der Weltmeisterschaft - 2008 Silbermedaille bei der Weltmeisterschaft | - 2010 Goldmedaille bei den Olympischen Winterspielen - 2010 Bester Stürmer der Olympischen Winterspiele - 2010 All-Star-Team der Olympischen Winterspiele - 2010 Aufnahme in den Triple Gold Club - 2014 Goldmedaille bei den Olympischen Winterspielen - 2016 Goldmedaille beim World Cup of Hockey |

## Karrierestatistik
Stand: Ende der Saison 2022/23

### International
Vertrat Kanada bei:
| - World U-17 Hockey Challenge 2005 - U20-Junioren-Weltmeisterschaft 2006 - U20-Junioren-Weltmeisterschaft 2007 - Weltmeisterschaft 2007 | - Weltmeisterschaft 2008 - Olympische Winterspiele 2010 - Olympische Winterspiele 2014 - World Cup of Hockey 2016 |

(Legende zur Spielerstatistik: Sp oder GP = absolvierte Spiele; T oder G = erzielte Tore; V oder A = erzielte Assists; Pkt oder Pts = erzielte Scorerpunkte; SM oder PIM = erhaltene Strafminuten; +/− = Plus/Minus-Bilanz; PP = erzielte Überzahltore; SH = erzielte Unterzahltore; GW = erzielte Siegtore; 1 Play-downs/Relegation; Kursiv: Statistik nicht vollständig)